# Chandra Kumar Patel
Chandra Kumar N. Patel (Baramati, 2 de julho de 1938) é um engenheiro indiano. Ele foi um dos que assinaram uma petição para o presidente Barack Obama em 2015 para que o Governo Federal dos Estados Unidos fizesse um pacto de desarmamento nuclear e de não-agressão.
Desenvolveu o laser de dióxido de carbono, em 1963; é empregado atualmente em grande escala na indústria, para cortar e soldar, como um bisturi a laser em cirurgia, e em fotorejuvenescimento. Como a atmosfera terrestre é bem transparente à luz infravermelha, lasers a CO2 são também usados em telêmetros militares com a técnica LIDAR.